# Canariphantes nanus
Canariphantes nanus is een spinnensoort in de taxonomische indeling van de hangmatspinnen (Linyphiidae).
Het dier behoort tot het geslacht Canariphantes. De wetenschappelijke naam van de soort werd voor het eerst geldig gepubliceerd in 1898 door Wladislaus Kulczynski.